# Joseph Colton
Pour les articles homonymes, voir Colton.
Joseph Hutchins Colton, né à Longmeadow, au Massachusetts le 5 juillet 1800 et mort le 29 juillet 1893, connu sous le nom J.H.Colton, est un géographe et cartographe américain.

## Biographie
Né dans l'état du Massachusetts en 1800, il s'établit à New York en 1831 où il fonde sa société, J.H. Colton & Company.
Il crée des cartes ferroviaires, des guides pour les immigrants, ainsi que des atlas.
Ses fils George Woolworth Colton (1827 – 1901) et Charles B. Colton (1832 – 1916) ont aussi collaboré à son entreprise.
Ses travaux sont conservés dans les archives de nombreux états des États-Unis, ainsi qu'à la Bibliothèque du Congrès.

## Exemples de cartes

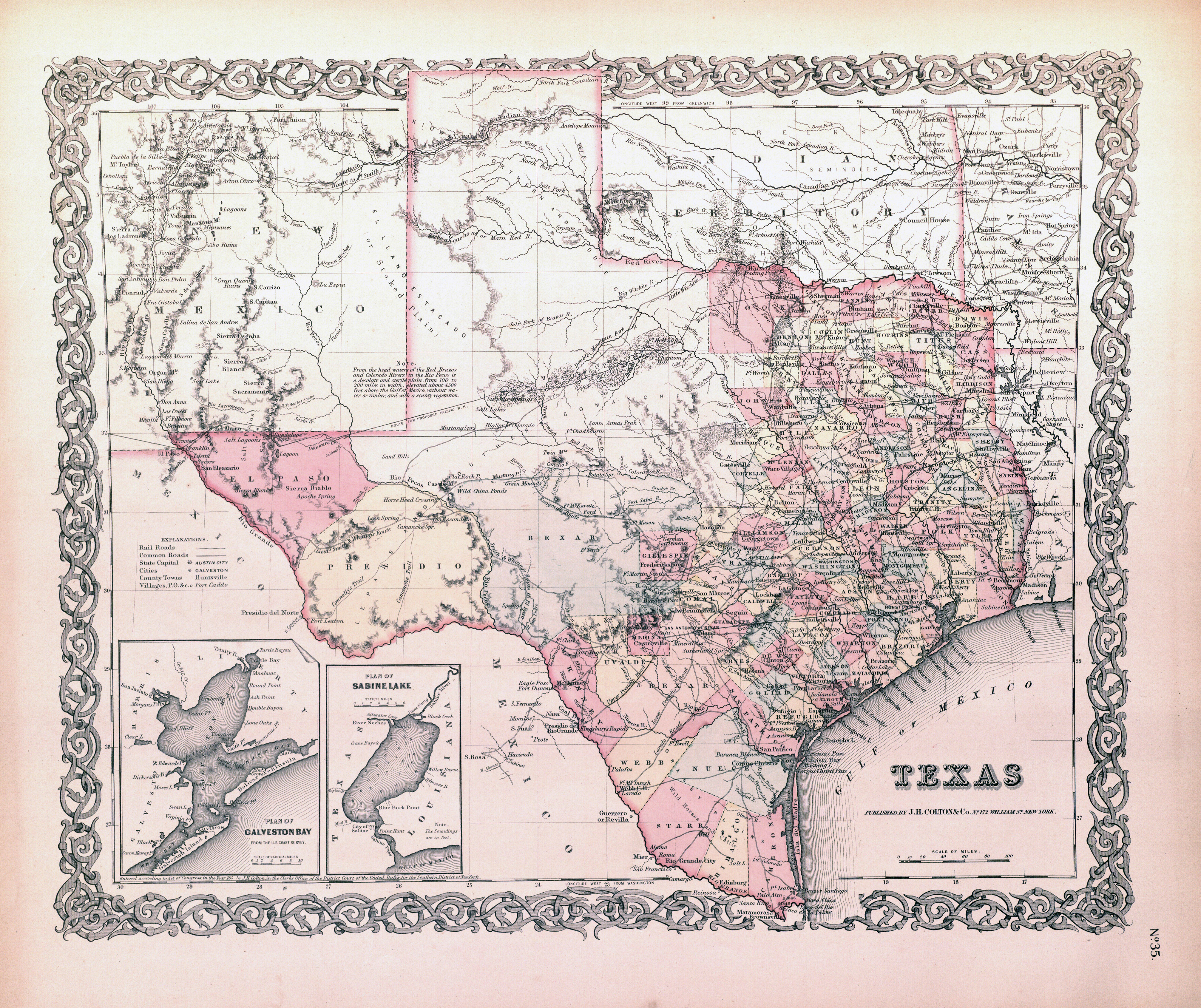
Carte du Texas (1854)
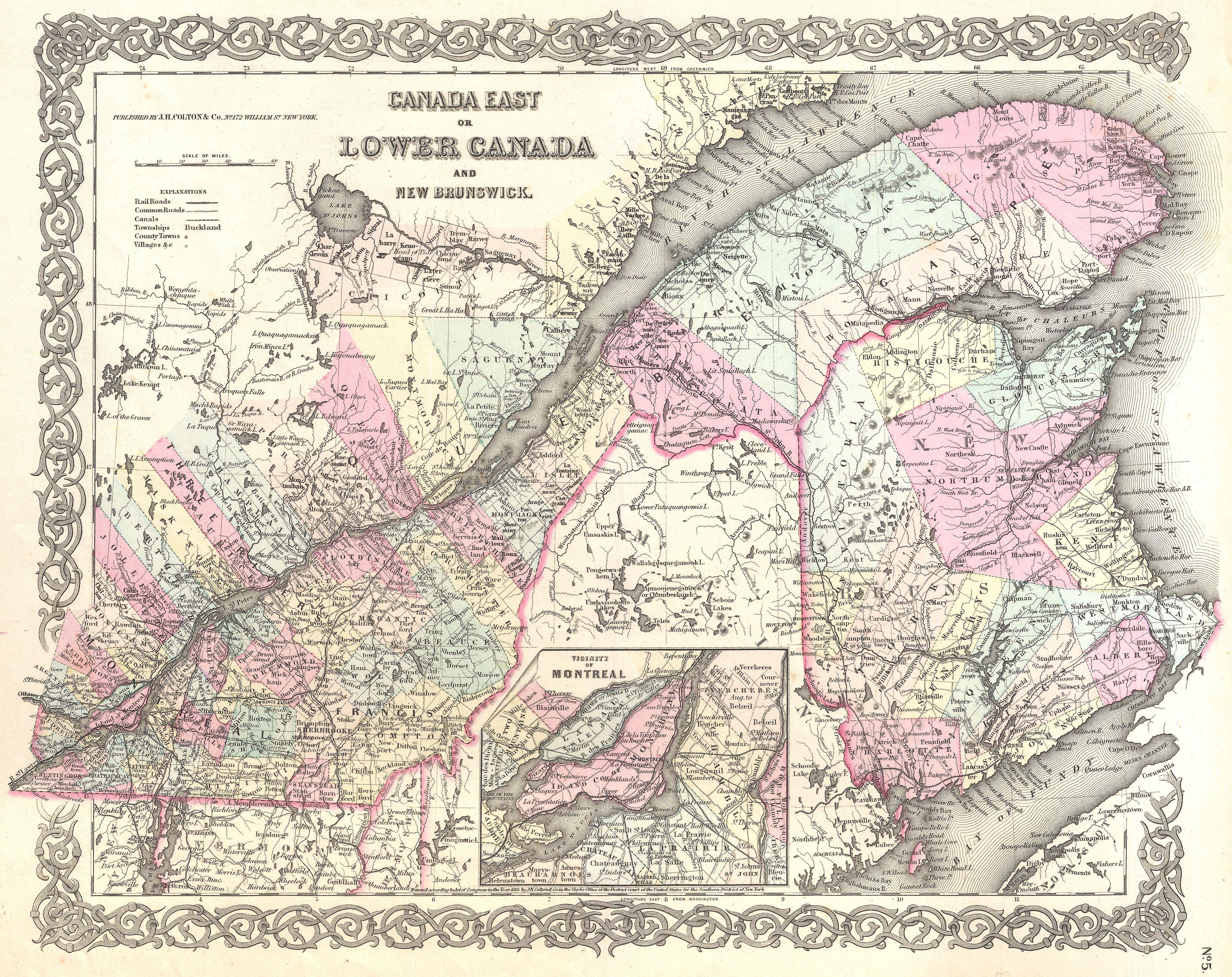
Carte du Canada oriental ou Québec - Geographicus (1855)
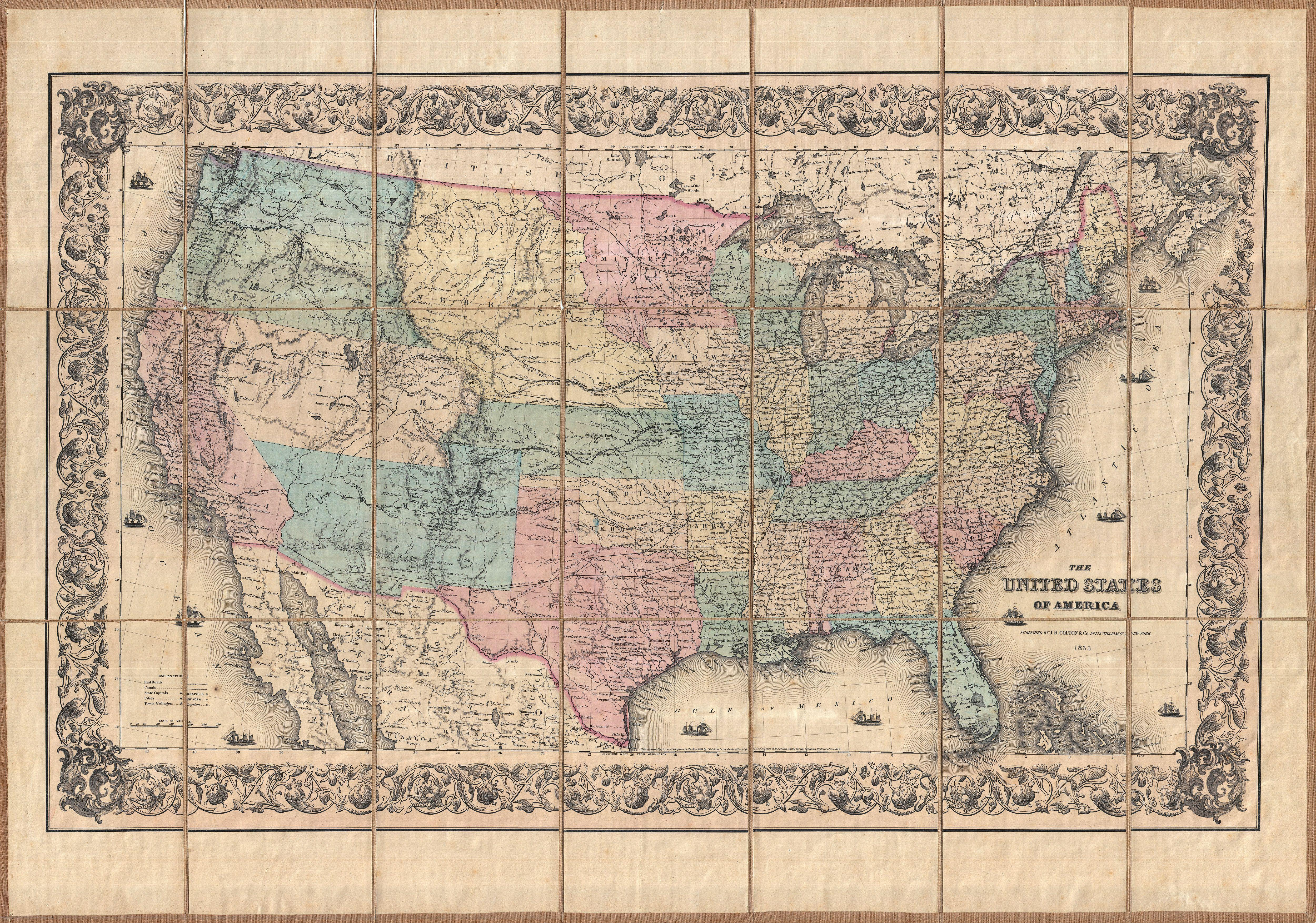
Carte des États-Unis (1855)
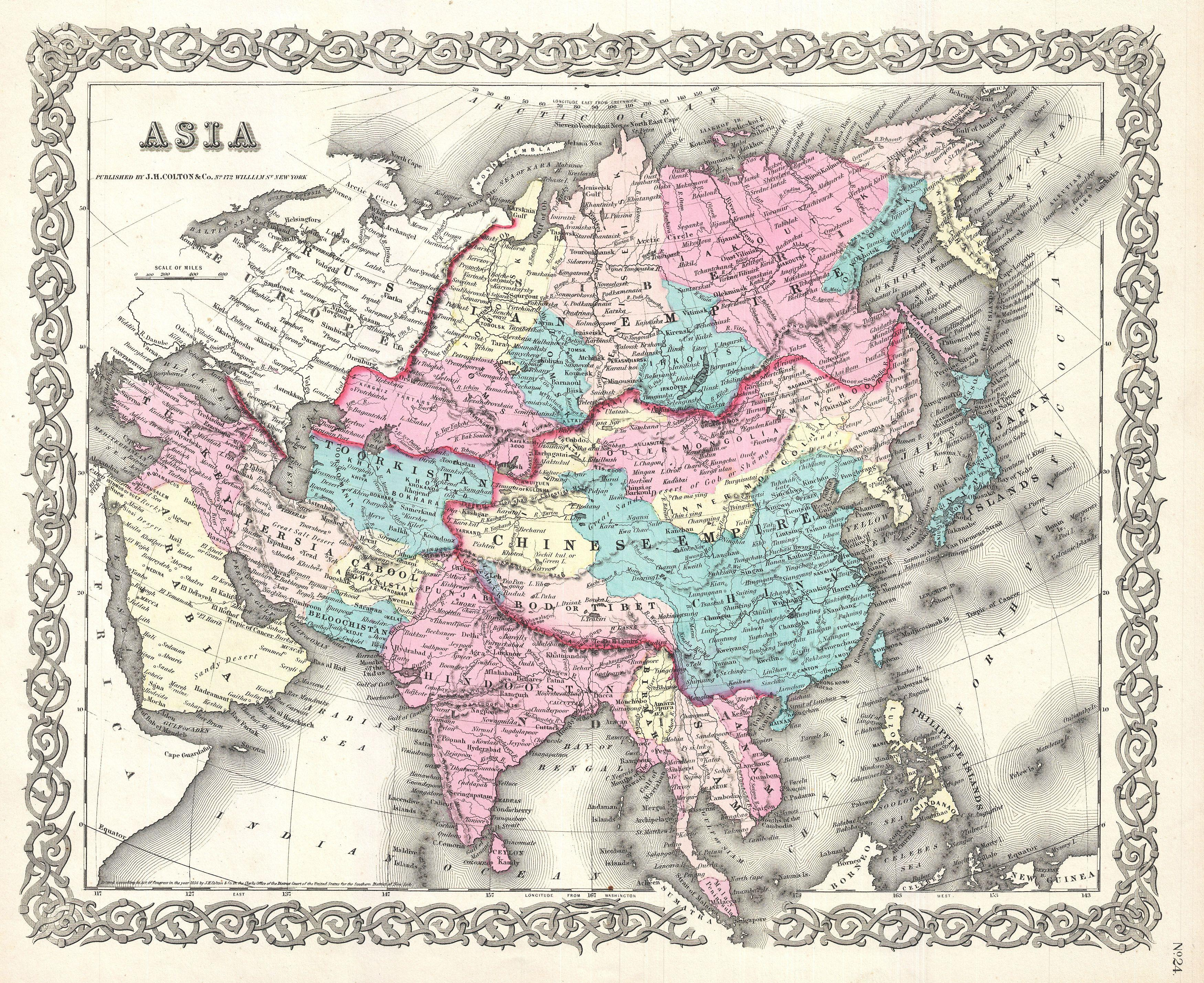
Carte de l'Asie (1855)
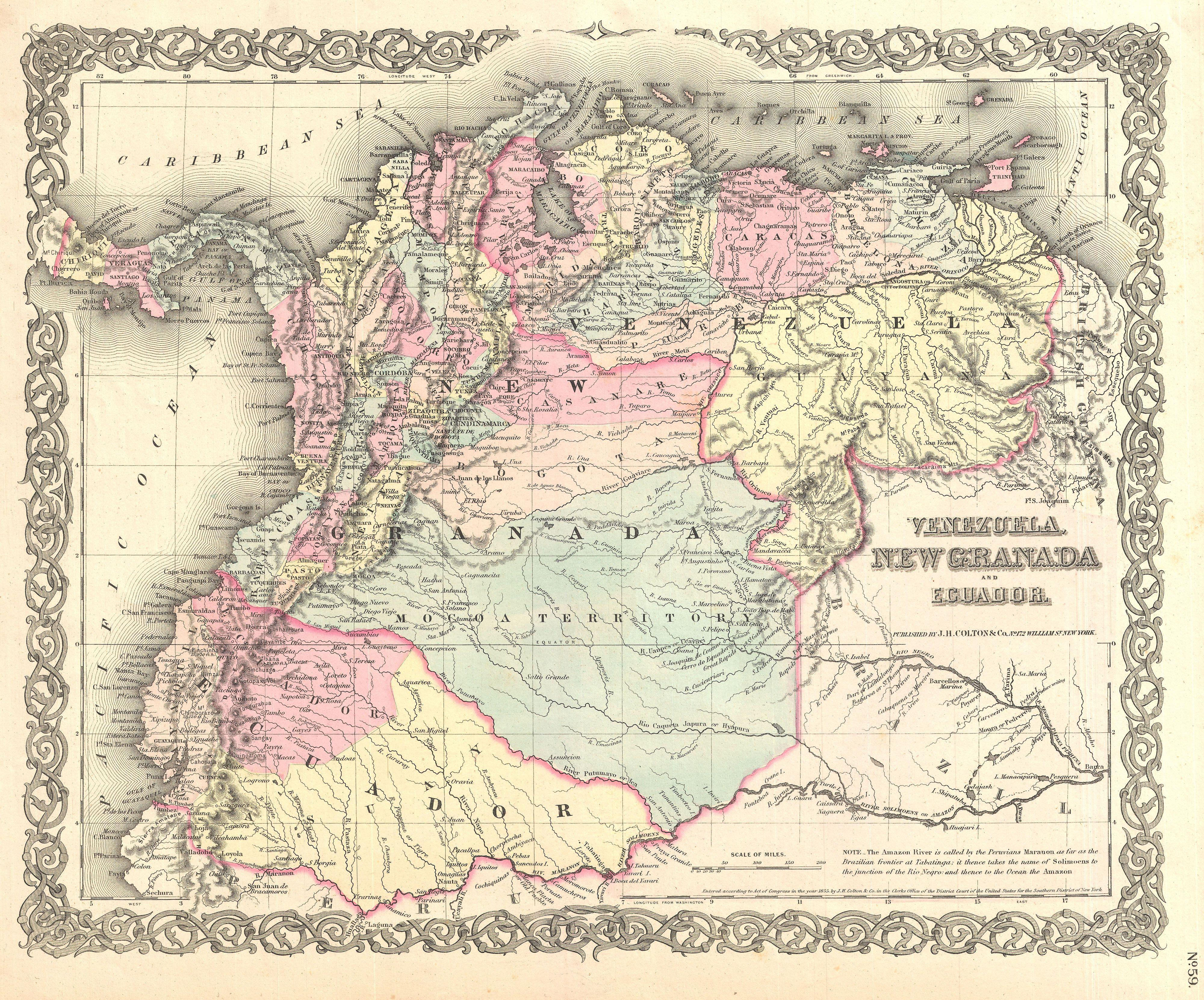
Carte du Venezuela et de l'Équateur (1855)
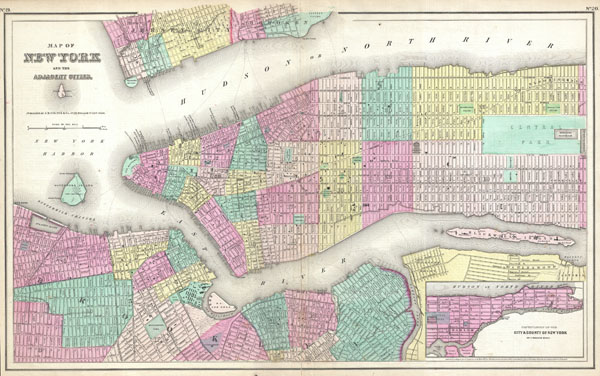
Carte de New York en 1857
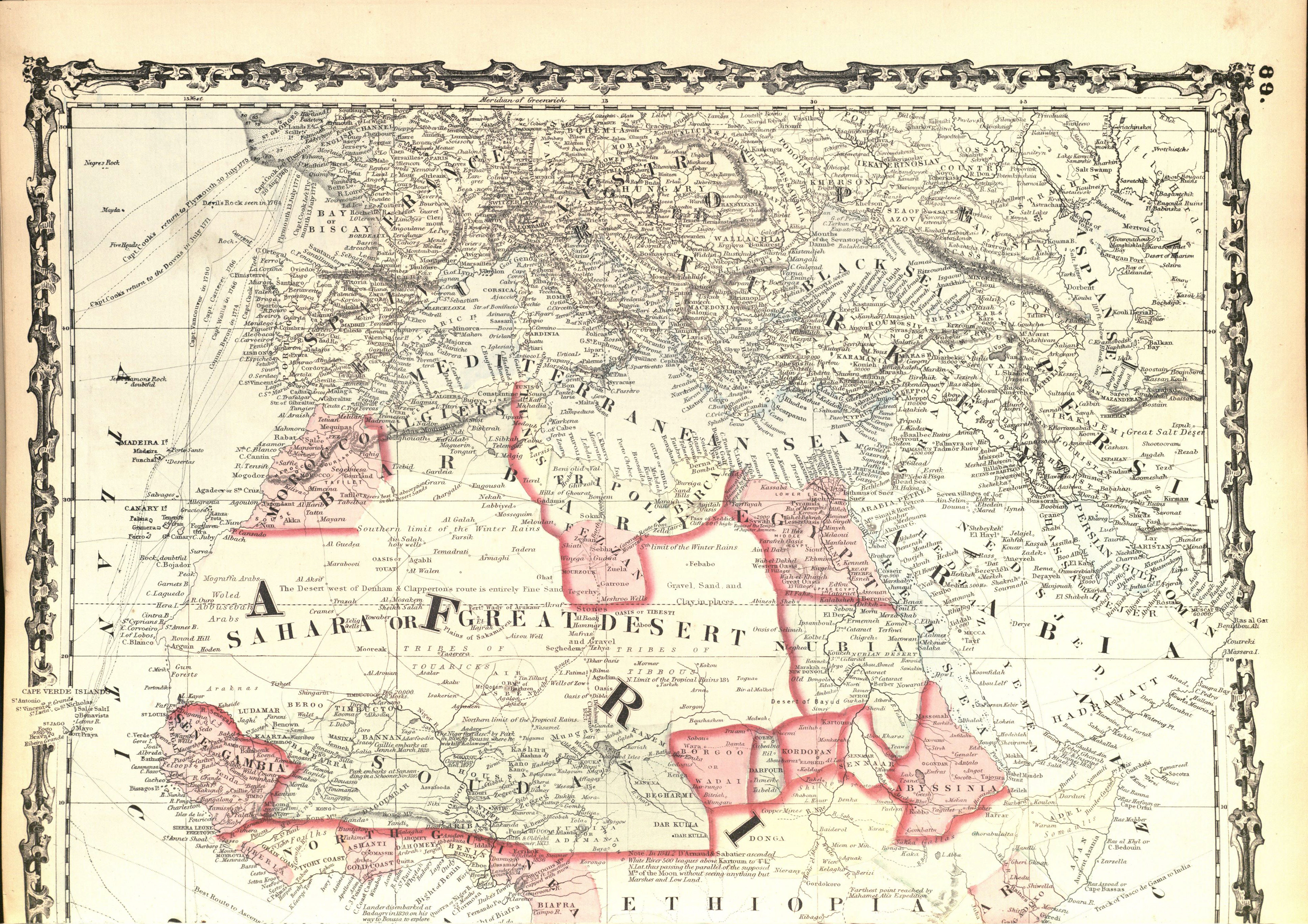
Carte de l'Afrique en 1862
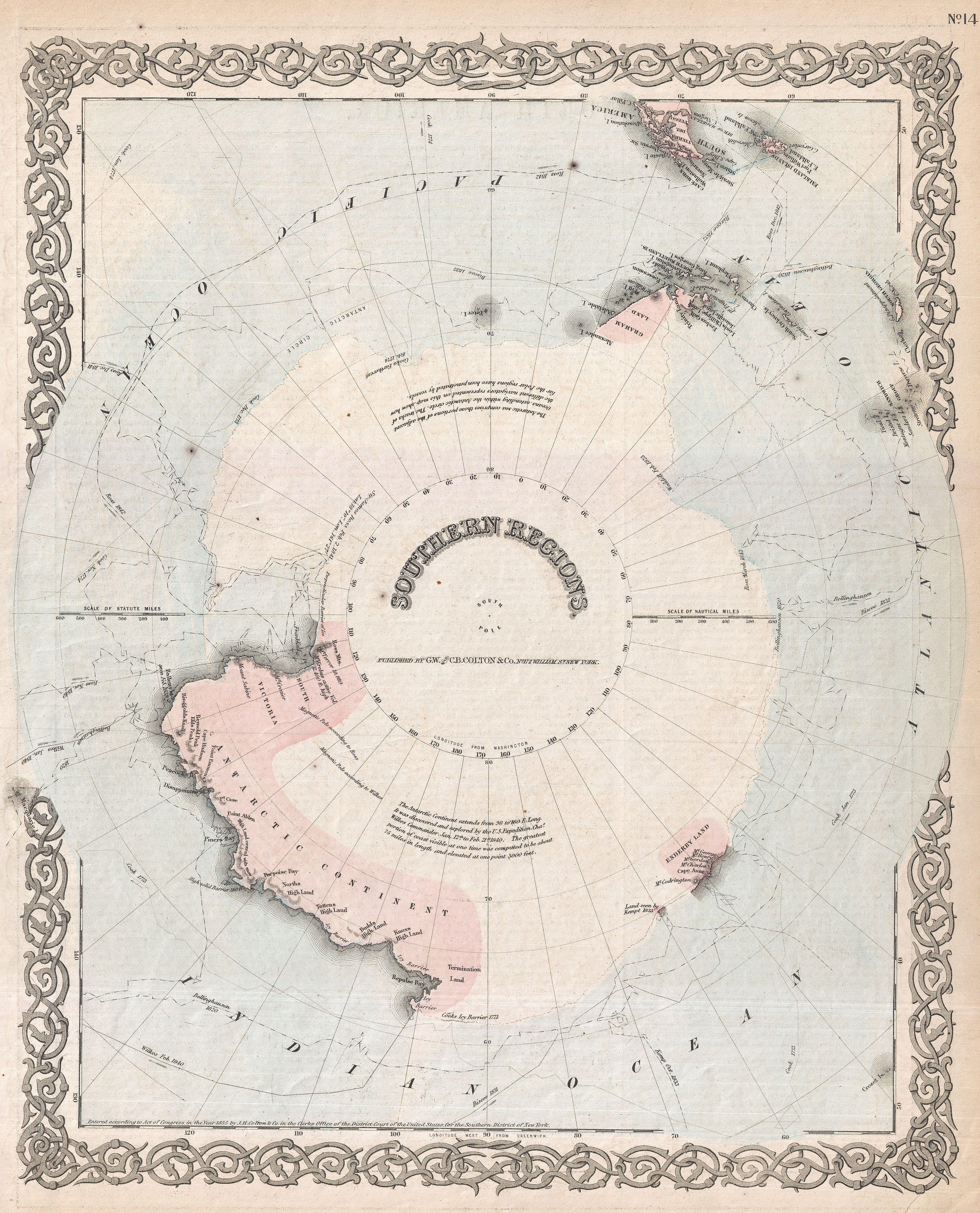
Carte de l'Antarctique (1872)